# Tauberfranken

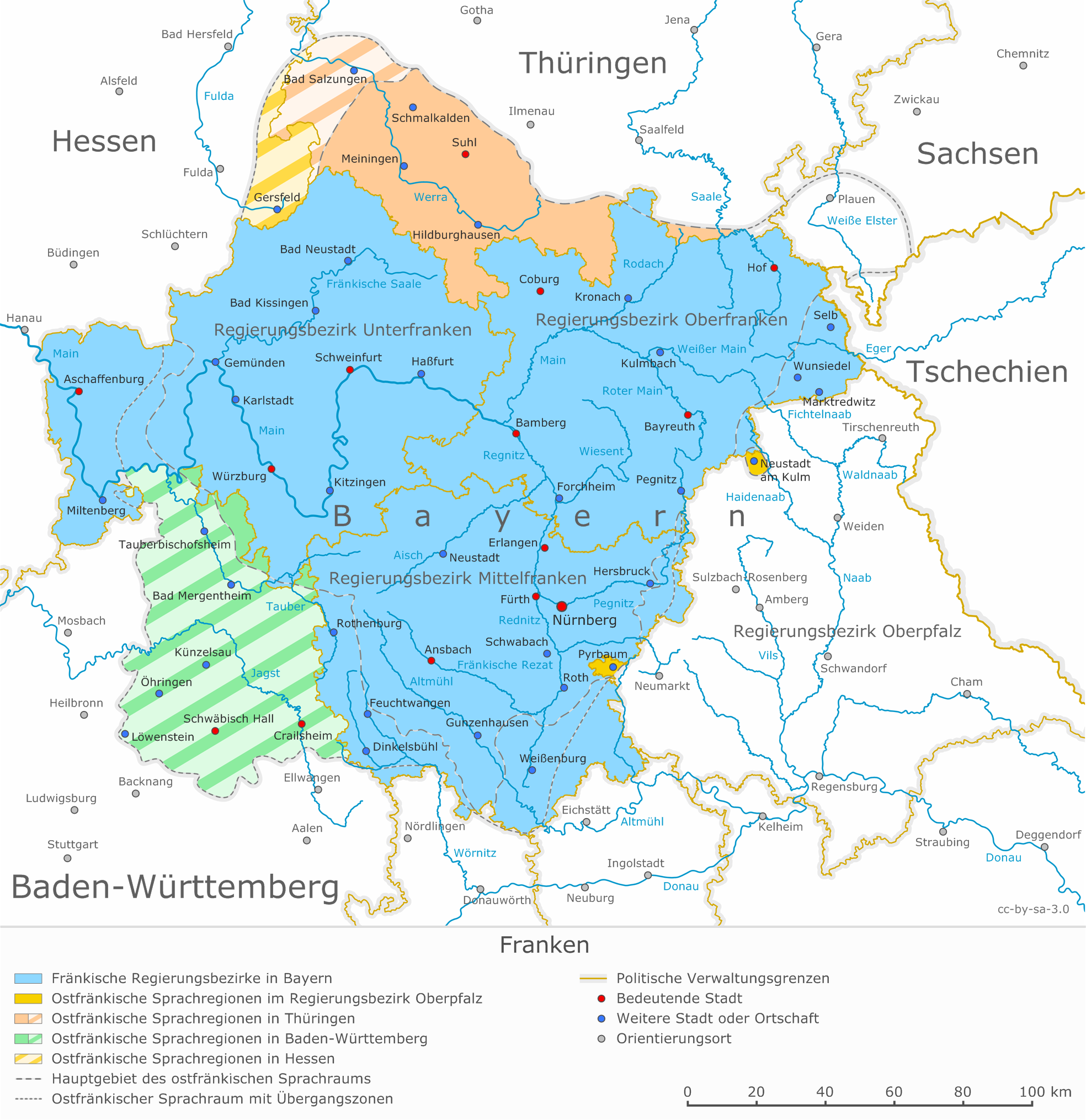
Ostfränkische Sprachregionen in Baden-Württemberg (gelb) überschneiden sich grob mit Tauberfranken.

Die Region Tauberfranken ist ein Teil der Region Franken, der zum großen Teil in Baden-Württemberg, zu einem geringen Teil in Bayern liegt. Tauberfranken ist fast deckungsgleich mit dem baden-württembergischen Main-Tauber-Kreis, der der Länge nach von der Tauber durchzogen wird. Auch ein kleiner Teil der bayerischen Landkreise Würzburg und Ansbach gehören dazu. Die größten Städte in Tauberfranken sind Wertheim, Tauberbischofsheim, Lauda-Königshofen und Bad Mergentheim auf der baden-württembergischen Seite sowie Röttingen im bayerischen Landkreis Würzburg.
Daneben gibt es den namensgleichen Weinbaubereich Tauberfranken im Weinbaugebiet Baden im Land Baden-Württemberg. Die Weinorte in den beiden bayerischen Landkreisen Tauberfrankens gehören allerdings zum Weinbaugebiet Franken.

## Dialekt
Die Bewohner Tauberfrankens sprechen überwiegend ostfränkische Dialekte, namentlich Taubergründisch und Hohenlohisch.

## Tourismus

### Ferienstraßen
Die Romantische Straße, eine in Würzburg beginnende Ferienstraße, führt durch Tauberfranken und wechselt bei Rothenburg ob der Tauber wieder in das bayerische Franken. Sie ist die älteste und eine der bekanntesten Ferienstraßen in Deutschland. Daneben liegt die Region Tauberfranken auch an der Siegfriedstraße.

### Rad- und Wanderwege
Außerdem gibt es einige zum Teil preisgekrönte Radwege durch Tauberfranken, beispielsweise den Taubertalradweg, ein 101 Kilometer langer Radwanderweg. Der Radweg ist als „Liebliches Taubertal – der Klassiker“ bekannt. Er verläuft in seiner ganzen Länge durch das Tal der Tauber. Folgt man dem Lauf der Tauber geht es nur wenig bergauf. Alternativ gibt es auch den Radweg „Liebliches Taubertal – der Sportive“, auf dem deutlich mehr Höhenmeter zu bewältigen sind.
Für Wanderer gibt es neben den ausgeschilderten Radwanderwegen unter anderem einen „pädagogischen Weinlehrpfad“ beim städtischen Rebgut am Edelberg in Tauberbischofsheim. In Bad Mergentheim und Tauberbischofsheim gibt es jeweils „Trimm-Dich-Pfade“, die in mehreren Routen mit Bewegungs- und Hinweistafeln abgelaufen werden können.
In der Gemeinde Külsheim gibt es mehrere Wanderwege mit verschiedenen Längen und Themen, z. B. den Panorama-Wanderweg, die Orchideen-Wanderung oder den Naturkundlich-Geologischen Wanderweg.

## Kultur

### Bedeutende Städte und Kulturgüter
Kulturell bedeutende Städte Tauberfrankens sind Weikersheim, Bad Mergentheim und Tauberbischofsheim. Außerdem liegen die Burgen Wertheim, Gamburg, Igersheim und Freudenberg sowie das Kloster Bronnbach, das Schloss Mergentheim, das Kurmainzische Schloss Tauberbischofsheim, das Schlösschen im Hofgarten Wertheim und das Schloss Weikersheim in der Region. Die katholischen Gemeinden der Region liegen innerhalb der Bildstocklandschaft Franken. Seit dem Spätmittelalter entstanden religiöse Kleindenkmäler als Zeichen der Volksfrömmigkeit.

### Landschaft
Landschaftlich ist die Region Tauberfranken durch das waldreiche fränkische Hügelland geprägt. An den Seiten des Taubertals und seiner Nebentäler ist eine Steinriegellandschaft typisch. In den Talniederungen befinden sich ausgedehnte Obst- und Weinanbaugebiete.

### Weinbau

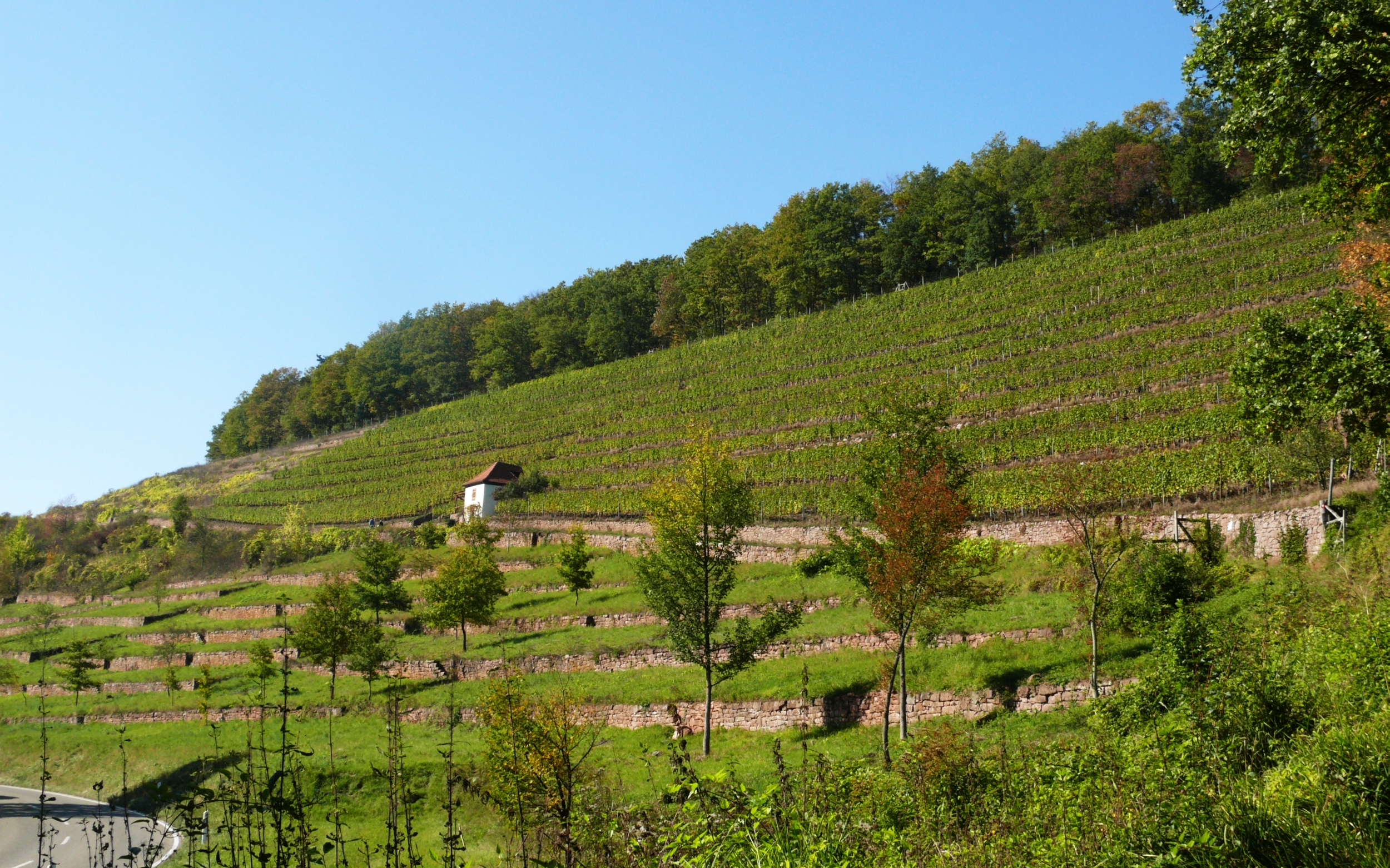
Weinberg Satzenberg in Wertheim-Reicholzheim

Tauberfranken ist ein eigenständiger Weinbaubereich im Anbaugebiet Baden, der die Weinlagen zwischen Bad Mergentheim-Dainbach und Wertheim-Dertingen umfasst. Zwei übergebietliche Genossenschaften, die Becksteiner Winzer eG in Beckstein (Ortsteil von Lauda-Königshofen) und die Winzergemeinschaft Franken eG (GWF) in Kitzingen mit der Tauberfränkischen Bocksbeutelkellerei in Wertheim-Reicholzheim, erfassen und vermarkten den Großteil der Ernte. Daneben gibt es auch einige kleinere private selbstvermarktende Weinbaubetriebe.
Diese Region und Teile der Ortenau sind die einzigen deutschen Weinregionen außerhalb Bayerns, in denen Wein in Bocksbeutel abgefüllt werden darf, der als Symbol des Frankenweins gilt.

### Sport
Der weltweit bekannte Fecht-Club Tauberbischofsheim (mit über 370 Medaillen bei Olympischen Spielen, Welt- und Europameisterschaften) wurde bereits 1954 von Emil Beck als Fechtabteilung beim TSV Tauberbischofsheim gegründet und besteht seit 1967 als eigenständiger Verein. 1966 wurde vom FC Tauberbischofsheim das Frankenland-Turnier ins Leben gerufen. Neben einem Landes- und Bundesleistungszentrum gab es beim FC TBB zwischen 1986 und 2017 auch den nationalen Olympiastützpunkt Tauberbischofsheim für die Sportart Fechten.

## Geschichte

### Frühgeschichte und Völkerwanderung
Das Taubertal wurde seit etwa dem 6./5. Jahrhundert vor Christus von Kelten besiedelt. Neben keltischen Kleinfunden ist das bedeutendste Zeugnis keltischer Siedlungskultur der keltische Ringwall (Oppidum Finsterlohr) auf der Höhe der Tauberspitze bei Finsterlohr/Burgstall. Die heute mit einem ausgeschilderten Wanderweg erschlossene Anlage gilt als die größte ehemalige keltische Fluchtburg in Süddeutschland. Weiterhin sind keltische Toponyme der Name der Tauber selbst (siehe oben) sowie der Ortsname Lauda, der nach Karl Schreck als auf kelt. „Lutuhezi“ zurückgehend gedeutet wird. Ab dem ersten Jahrhundert vor Christus gerieten die Kelten zunehmend unter den Druck zwischen den nordwärts gerichteten Aktivitäten des Römischen Reichs und den aus dem Norden herandrängenden Germanenstämmen, so dass sie viele solcher Fluchtburgen anlegten. Mit der letzten Vorverlegung des Obergermanisch-Rätischen Limes durch Antonius im 2. Jahrhundert wurde der Taubergrund unmittelbares Limesvorland, das nächste Kastell in Osterburken war nur etwa zwanzig Kilometer von der Tauber entfernt. Regem Handel im Limesvorland verdanken sich zahlreiche römische Münzfunde bei Hausum- und -neubauten, vor allem im 20. Jahrhundert. Ab dem ersten Jahrhundert haben alemannische Siedler aus Norden kommend die Maingegend und den Taubergrund übernommen, seit dem 5. Jahrhundert verdrängten fränkische Siedler die Alemannen (Schlachten bei Zülpich 496 und weitere am Oberrhein bis 506), die teils nach weiter südlich auswichen. Durch die Franken erfolgte die Gründung eines nach ihnen benannten Herzogtums und an der Tauber eine große Zahl an neuen Siedlungen. Vor allem die auf -heim und -hausen auslautenden Ortsnamen (Wertheim, Waldenhausen, Reicholzheim, Niklashausen, Hochhausen, Bischofsheim, Dittigheim, Distelhausen, Gerlachsheim, Markelsheim, Elpersheim, Weikersheim, Tauberrettersheim) geben sich als fränkische Gründungen zu erkennen (Mergentheim ist eine Umbildung der Neuzeit aus Mergenthal).

### Mittelalter und Aufstieg der Hohenlohe
Im Mittelalter, als die auf Karl den Großen zurückgehende Gauverfassung bestand, bildete der größte Teil des Taubergrundes und seiner Umgebung unter dem Namen Taubergau einen der größten Gaue des Herzogtums Franken. In den historischen Dokumenten finden sich verschiedene Schreibweisen dafür wie Tubergewe, Tubergowe, Tuberegewe, Tubargewe, Thubargowe, Dubragaoe und die lateinische Form Dubragagensis pagus. Die Stadt Rothenburg o. d. T. (d. h. ob der Tauber) gehörte allerdings schon damals nicht zum Taubergau (wie auch heute nicht zum Main-Tauber-Kreis), sondern zum Mulachgau. Anfangs waren die Gaue zugleich Grafen zugeordnet, um etwa 1100 herum löste sich diese Zuordnung langsam auf und Bezeichnungen wie Taubergau wurden zu einer Landschaftsbezeichnung ohne politische Bedeutung. Schon 1058 wurde der Taubergau neben einer Grafschaft Mergintaim genannt. Als Herrscher sind für den Taubergau dokumentiert: 807 Graf Audulf (der Seneschall und Küchenmeister Karls des Großen, später auch Statthalter in Baiern war), 962, 972 und 973 Graf Gerung, 1018 und 1054 Hezilo, vermutlich vom Geschlecht Weikersheim-Hohenlohe, das nach und nach große Teile des Taubergaus und Gebiete an Jagst und Kocher in seinen Besitz brachte. Im Mulachgau am Tauberoberlauf findet 970 ein Adliger namens Reiniger Erwähnung, der in Detwang im gleichen Jahr eine Pfarrei errichtete. 1079 tritt im Taubergau urkundlich erstmals ein Heinrich von Luden (Lauda) auf, 1153 Konrad von Weikersheim-Hohenlohe, 1192–1209 Heinrich von Hohenlohe. Bis ins 14. Jahrhundert hielten die Hohenlohe im Taubertal das Geleitrecht an den dortigen Straßen, 1418 verlieh Kaiser Sigismund Albrecht von Hohenlohe die unumschränkte Gerichtshoheit für das gesamte Territorium, 1495 wurde Hohenlohe Grafschaft.

### Zersplitterung in der frühen Neuzeit
In der Neuzeit wurde das Gebiet an der Tauber politisch immer mehr fragmentiert, die Hohenlohe gaben ihre Besitzungen im Taubertal weitgehend an andere Herrschaften ab, außerdem fanden von 1555 bis 1806 fortwährend Teilungen der Linien der Hohenlohe statt. Die Gebietszugehörigkeiten wechselten schließlich häufig von Ort zu Ort. Die bedeutendsten Herrschaften waren die Grafschaft Wertheim, die Kurpfalz, der Deutsche Orden (mit Sitz und Schloss in Bad Mergentheim), das Hochstift Würzburg (unter dem Lauda Oberamtsstadt für die anderen zu Würzburg gehörenden Ortschaften des Taubergrundes wurde), das Kurfürstentum Mainz (zu dem etwa Königshofen gehörte) und die Reichsstadt Rothenburg. Trotz dieser politischen Zersplitterung blieb das Taubertal ein bedeutender Verkehrs-, Wirtschafts- und Handelsraum, der vor allem im Weinbau eine starke Stellung hatte, sowohl als Produzent wie auch als Handelsknoten, wo sich die Weinhandelsroute entlang der Tauber nach Nordwesten (Kurpfalz, Trier) und dazu senkrecht zwischen Zentral-Württemberg und Mainfranken kreuzten (Tauber-Furt bei Königshofen, später Brücke in Lauda).

### Territoriale Konsolidierung seit 1803
Durch die Napoleonischen Kriege und den daraus folgenden Umwälzungen, die im Heiligen Römischen Reich zum Reichsdeputationshauptschluss führten, kamen in den Jahren 1803 bis 1806 die Ämter (Tauber-)Bischofsheim, Lauda und vor allem Gemeinden nördlich von Tauberbischofsheim an das kurzlebige Fürstentum Leiningen. Zeitgleich kamen Orte im südlichen und östlichen Teil der Tauber zusammen mit dem überwiegenden Teil von Mainfranken an Bayern. 1806 kam der gesamte Norden des Taubertals einschließlich Leiningen aufgrund geschickter badischer Diplomatie in Frankreich 1806 an Baden, der mittlere Teil – außer vier kleinen Orten zwischen Creglingen und Weikersheim, die 1803 an Bayern gefallen waren (Klingen, Bieberehren, Röttingen und Tauberrettersheim) – kam 1810 als Oberamt Mergentheim der Landvogtei an der Jagst an das Königreich Württemberg, und der Südosten fiel mit dem Oberlauf der Tauber bis Tauberzell bei Rothenburg an das Königreich Bayern. Die Grenze zwischen Baden und Württemberg verlief seitdem an der Tauber zwischen den Orten Unterbalbach (badisch) und Edelfingen (württembergisch), während die Tauber durch die neue Grenzziehung viermal zwischen Württemberg und Bayern hin und her wechselte (→ Grenzvertrag zwischen Württemberg und Baden). Diese Gebietskonsolidierung führte paradoxerweise zu einem deutlichen wirtschaftlichen Rückschlag und einem Bedeutungsverlust für den Taubergrund. Alle Städte und Gemeinden waren nun Hinterland eines von drei jeweils großflächigen Ländern und hatten nun durchweg eine extreme Randlage in ihrem neuen Staat. Die ehemals wohlhabenden würzburgischen Orte um das Oberamt Lauda verloren ihre Beziehungen zum 40 km entfernten Würzburg und hatten jetzt eine Hauptstadt, die dreimal so weit entfernt und kein traditioneller Weinabnehmer war. Bad Mergentheim wurde gar von einer Art Hauptstadt (Sitz des Deutschen Ordens) zu einem Kleinstädtchen am nördlichen Rand des Königreichs Württemberg, desgleichen Rothenburg, dessen Niedergang allerdings bereits im Dreißigjährigen Krieg eingesetzt hatte.
Nach vielen Änderungen und Neuzuschnitten in der kleinteiligen Ämterzuordnung des Taubertals im Zeitraum 1806 bis 1938 wurde 1939 der nördliche Teil zum Landkreis Tauberbischofsheim, der mittlere zum Landkreis Mergentheim, der südöstliche kam zum Landkreis Rothenburg ob der Tauber, und die vier o. g. kleinen Orte gehören seither zum Landkreis Würzburg. Im gleichen Jahr erfolgte eine Ebene höher eine neue Gliederung in Reichsgaue, die auf der Gaueinteilung der NSDAP von 1925 basierte und außer dem Namen Gau nichts mit der Gaueinteilung des mittelalterlichen Reiches zu tun hatte. Das nördliche Taubertal gehörte damit bis 1945 zum Reichsgau Baden mit der Gauhauptstadt Straßburg, der mittlere Teil zum Reichsgau Württemberg-Hohenzollern (Stuttgart), der Abschnitt der vier kleinen unterfränkischen Orte zum Reichsgau Mainfranken (Würzburg) und der südöstliche Abschnitt am Oberlauf der Tauber zum Reichsgau Franken (Nürnberg).
Im April 1945 leisteten Wehrmachtverbände (Panzer- und Luftwaffeneinheiten) und fanatisierte SS- und HJ-Einheiten an den natürlichen Geländehindernissen Tauber, Steigerwald und Frankenhöhe dem Vormarsch amerikanischer Truppen erheblichen Widerstand und verlangsamten ihn.
Die Amerikaner waren über die schweren Verluste durch diese offensichtlich sinnlosen Endkämpfe erbittert; sie setzten schon bei geringer Gegenwehr in großem Umfang Bomben und schwere Waffen ein und ermordeten auch Kriegsgefangene.

Nach Ende des Zweiten Weltkrieges gehörte das gesamte Taubertal zur US-amerikanischen Besatzungszone, dabei gehörten die Landkreise Tauberbischofsheim und Mergentheim bis 1952 zum Land Württemberg-Baden und zur Verwaltungseinheit Nordwürttemberg-Nordbaden der US-amerikanischen Besatzungszone. Durch die Vereinigung von Baden, Württemberg und Hohenzollern zum neuen Land Baden-Württemberg im April 1952 blieben nördliches und südlich-mittleres Taubertal auf der Ebene oberhalb der Kreise politisch vereinigt. Seitdem fließt die Tauber nur noch durch zwei Länder, Bayern und Baden-Württemberg.

### Heutige Verwaltungsgliederung des Taubergrundes
Im Zuge der Gebiets- und Kreisreform wurden die beiden baden-württembergischen Landkreise Tauberbischofsheim (TBB) und Mergentheim (MGH) am 1. Januar 1973 unter Hinzunahme einiger Gemeinden aus dem Altkreis Buchen (BCH) zum Tauberkreis vereinigt (am 1. Januar 1974 Umbenennung in Main-Tauber-Kreis), der seitdem zur Verwaltungsregion Franken des Landes Baden-Württemberg gehört. Rothenburg und fünf weitere Gemeinden an der Tauber (Schnelldorf, Wettringen, Insingen, Diebach, Gebsattel und Steinsfeld) gehören seit der bayerischen Kreisreform vom 1. Juli 1972 zum Landkreis Ansbach im Regierungsbezirk Mittelfranken. Im Landkreis Schwäbisch Hall durchläuft die Tauber allein die Gemeinde Rot am See, zunächst am Ursprung bei Weikersholz die Reubacher Gemarkung, kurz vor ihrem Übertritt nach Bayern grenzt auf einem kurzen Stück die Gemarkung von Michelbach an der Lücke ans rechte Ufer, weiter talab, fast schon bei Insingen, tritt das Gewässer an der Thomasmühle nochmals für ein kurzes Stück auf die Reubacher Gemarkung über. Die letztgenannte Mühle ist der einzige Siedlungsplatz des Landkreises Schwäbisch Hall, der am Gewässer liegt. Somit fließt die Tauber seit 1974 nur noch durch vier Landkreise: Schwäbisch Hall (SHA), Ansbach (AN), Main-Tauber (TBB) und Würzburg (WÜ), Letzterer gehört dem Regierungsbezirk Unterfranken an.

### Historische Nachklänge
Auf baden-württembergischem Gebiet besteht die Trennung in einen badischen Norden und einen württembergischen Süden jedoch weiterhin in vielen Bereichen fort, so etwa bei den Sportverbänden, den Oberschulämtern oder den Weinbaugebieten. Bezüglich der Weinbaugebiete referierte die Trennung bis Ende des 20. Jahrhunderts sogar auf die Zeit vor Napoleon, indem der ehemals badische Nordteil des Taubertals zum Fränkischen Weinbaugebiet gehörte, das ganz überwiegend im Freistaat Bayern liegt. Seitdem wurde Tauberfranken zwar offiziell zum Weinbaugebiet Baden umgegliedert, hat jedoch das dem fränkischen Weinbaugebiet zugehörige Recht auf Bocksbeutelabfüllung behalten, das den übrigen Winzern in Baden-Württemberg nicht zukommt. Die Weine vom nördlichen Teil der Tauber gelten also weiterhin als Frankenweine, die im südlichen, die zum Weinbaugebiet Württemberg gehören, dagegen nicht, obwohl auch sie zur Region Heilbronn-Franken gehören.

## Tauberfranken als Namensgeber
Die Tauber-Franken-Halle in Königshofen ist seit 1967 die größte Veranstaltungshalle im Taubertal und wird für Industriemessen, Sportwettkämpfe (z. B. Handball), Musikveranstaltungen (Dancefloor und Konzerte), Festivals, Volks- und Sportfeste für die ganze Region genutzt. Jedes Jahr im September findet rund um die Halle die zehntägige Königshöfer Messe statt, das größte tauberfränkische Volksfest.
Die Tauberfranken-Kaserne in Lauda war ein 20 Hektar großer Standort der Luftwaffe der Bundeswehr und wurde 2004 im Zuge der bundesweiten Truppenverringerung und Reduzierung an Bundeswehrstandorten geschlossen. Das Areal wird derzeit in ein höherwertiges Gewerbegebiet umgewandelt, wozu die Stadt 2006 eine Entwicklungsgesellschaft mit dem Namen i_Park Tauberfranken GmbH gegründet hat.
Das Transporthubschrauberregiment 30 in Niederstetten trägt seit dem 23. Oktober 2023 den Beinamen "Tauberfranken", um die Verbundenheit mit der Region auszudrücken. Das Regiment vergibt auch jährlich das Ehrenamt des "Tauberfränkischen Kommandeurs".
Weiterhin benutzen einige Unternehmen das Wort Tauberfranken als Namensbestandteil, etwa die Sparkasse Tauberfranken.
Seit 2005 gibt es die Regionalwährung Tauberfranken.